# Madagaskar 2
Madagaskar 2 (engelska: Madagascar: Escape 2 Africa) är en amerikansk animerad film som hade biopremiär i USA den 7 november 2008. Filmen är en uppföljare till Madagaskar (2005). Filmen hade Sverigepremiär den 21 november 2008.

## Handling
New York-djuren Alex, Melman, Marty  och Gloria har tröttnat på att stanna kvar på Madagaskar och bygger ett flygplan för att kunna ta sig tillbaka till Central Parks djurpark. Madagaskar kan vara ett trevligt ställe att besöka, men för ett gäng djur som tillbringade större delen av sina liv i New York finns det ingen annan plats än hemma. Efter att ha upptäckt resterna av ett kraschat flygplan försöker de fyra pingvinerna att reparera flygplanet. När planet är klar för avfärd börjar det se ut som att det bara är en tidsfråga innan Alex och hans vänner får syn på New Yorks hamnar. Men tyvärr så har pingvinerna inte de flygfärdigheter som de påstod sig ha, och snart råkar besättningen inför en kraschlandning på Afrikas otämjda slätter. 
Nu när djuren som fötts upp i den säkra djurparken tar kontakt med sina vilda motsvarigheter för första gången får de en bättre känsla för sina rötter, men de blir också förundrade över de stora skillnaderna mellan livet i betongdjungeln och livet på världens näst största kontinent. Men medan det finns mycket att älska om de öppna afrikanska slätterna börjar romantisk rivalitet, krångliga släktträffar och risken att stöta på farliga tjuvskyttar att försvåra vistelsen i Afrika. När gruppen får en stor hemlängtan som tynger deras hjärtan börjar de undra om de någonsin kommer att finna vägen hem igen.

## Rollista

### Originalröster
- Ben Stiller – Alex
- Chris Rock – Marty
- David Schwimmer – Melman
- Jada Pinkett Smith – Gloria
- Sacha Baron Cohen – King Julien
- Cedric the Entertainer – Maurice
- Andy Richter – Mort
- Bernie Mac – Zuba
- Sherri Shepherd – Florrie
- Alec Baldwin – Makunga
- Elisa Gabrielli – Nana
- will.i.am – Moto Moto
- Tom McGrath – Skipper (Skepparn)
- Chris Miller – Kowalski
- Christopher Knights – Private (Basse)
- John DiMaggio – Rico
- Conrad Vernon – Mason
- Fred Tatasciore – Teetsi
- Al Roker – Newscaster
- Eric Darnell – Joe
- Stephen Kearin – Stephen
- Dan O'Connor – Cape Buffalo
- Quinn Dempsey Stiller (Ben Stillers son)/Declan Swift – Baby Alex
- Thomas Stanley – Baby Marty
- Zachary Gordon – Baby Melman
- Willow Smith (Jada Pinkett Smiths dotter) – Baby Gloria
- David P. Smith – Bobby
- Conner Rayburn – Little Giraffe

### Svenska röster
- Björn Kjellman – lejonet Alex
- Anders Lundin – zebran Marty
- Michael Nyqvist – giraffen Melman
- Regina Lund – flodhästen Gloria
- Mikael Tornving – Skepparn, pingvinledaren
- Claes Ljungmark – pingvinen Kowalski
- Anders Öjebo – pingvinen Basse
- Niclas Wahlgren – Kung Julien
- Bengt Skogholt – lemuren Maurice
- Johan Reinholdsson – lemuren Mort
- Kristian Ståhlgren – giraffen Stephen
- Lars Hansson – Zuba, Alex pappa
- Sharon Dyall – Florrie, Alex mamma
- Anders Byström – lejonet Makunga
- Hannes Edenroth – giraffen Timo
- Eagle-Eye Cherry – flodhästen Moto Moto
- Adam Fietz – lejonet Titsi
- Irene Lindh – damen Nana
- Christian Fex – schimpansen Mason